# Windows预览体验计划
Windows 測試人員計畫（英語：Windows Insider）是微軟公司推出的一個公測計劃，使得用户可以免費获得以往僅有高專業开发人员付費訂閱MSDN或TechNet才能取得的 Microsoft Windows 操作系统開發版本。這項計劃于 2014 年 9 月 30 日和 Windows 10 技术预览版一起被宣布。截至 2014 年底，超过 150 万人安装了 Windows 10 技术预览版。2015 年 2 月 12 日，微软推送了 Windows 10 Mobile 的第一个预览版。Windows 測試人員計畫在 Windows 10 正式发布后仍继续推送更新。

## 發布通道
Windows 測試人員预览版更新推送到测试人员使用不同的通道（先前称作“环（Rings）”），Dev 通道（先前称作“快速通道”）的 Windows 測試人員比 Beta 通道（先前称作“慢速通道”）的測試人員更早获得更新，但可能遇到更多錯誤漏洞（Bug）和其他问题。
| 通道                          | 開放性 | 用途 |
| ----------------------------- | ------ | --- |
| 操作系统组 (OSG)通道          | 非公开 | 在 OSG 通道传播。 |
| 微软通道                      | 非公开 | 在微软内部传播。 |
| Canary 通道                   | 公开   | Canary 通道提供比 Dev 通道更频繁的更新，但不稳定，并且发布时没有文档说明。 |
| Windows 測試人員 Dev 通道     | 公开   | 微软內部认可后的版本将被发布到 Dev 通道。这些版本发布后可立即进行安装。这个通道添加于2014年10月21日，和版本9860一起发布。面向于高技术用户。                                          |
| Windows 測試人員 Beta 通道    | 公开   | Dev 通道後，版本将发布到 Beta 通道。 这是Windows 会员的預設选项。它适合喜欢接受预览版本，但不喜欢高风险的用户。                                                                      |
| Windows 測試人員 发布预览通道 | 公开   | 這個通道在2016年2月10日於版本10586引入，讓 Windows 会员能較早獲得當前系統版本的修補程式。這個通道不像Beta 通道那樣發布帶有新功能的版本，以保證其安全性並確保風險比其他通道版本要低。 |

2020年6月15日，微软将原有的“环（Rings）”更改为“频道（Channels）”。更改后，各通道所承担的用途基本不变。

## 支持的设备
微软最初为特定的Lumia手机启动了Windows 10会员预览，后来在测试期间为更多设备发布。许多Windows会员修改了手机显示的型号，从而在不受支持的设备上下载Windows 10预览版。微软作出了回应，阻止这些设备。为了回滚到Windows Phone 8.1，微软发布了Windows Phone Recovery Tool，能够移除Windows 10并恢复到官方发布的最新软件和固件。
从版本10080开始，HTC One M8是第一部获得Windows 10预览版的非Lumia系列手机。随后，2015年6月1日，小米发布小米手机4的Windows 10移植固件，仅限中国的部分注册用户。版本10080还添加了数个Lumia设备的支持，使几乎所有运行Windows Phone 8或更新版本的Lumia手机被官方支持，除了近期宣布的产品，例如Lumia 540。
微软确认所有Windows Phone设备，包括2014年宣布的微软新的硬件合作伙伴的设备，将获得Windows 10 Mobile的最终版本，并非所有设备能够通过会员项目获得预览版。
2017年7月17日，有报道称Windows 10创建者更新拒绝安装在带有英特尔凌动Clover Trail处理器的PC和平板电脑上。起初，当微软和硬件合作伙伴努力修复阻碍操作系统正常运行的问题时，这似乎是一个临时的阻碍。然而,微软后来确认，运行"克隆路径"英特尔凌动处理器的设备将不会收到创建者更新，因为英特尔不再支持这些处理器，并且没有适当的固件来正确运行比周年更新更迟发布的最新更新的Windows 10。
以下处理器不再受支持，将停留在Windows 10周年更新版：
- Intel Atom Z2760、Z2520、Z2560、Z2580

由于具有不支持的处理器的PC无法接收功能更新问题，Microsoft同意通过最新兼容版本的Windows 10错误修复和安全更新来扩展对这些PC的支持。
在微处理器发布前就已发布的Windows 10版本不支持对应处理器，并且操作系统可能会主动阻止安装。例如，Windows 10 1507 LTSB版本不能在Kaby Lake处理器上安装。

## 目前測試的操作系统
- Windows 10
- Windows 11
- Windows Server